# Portland Timbers sub-23
El Portland Timbers Sub-23 es un equipo de fútbol de los Estados Unidos que juega en la USL League Two, la cuarta liga de fútbol más importante del país.

## Historia
Fue fundado en el año 2008 en la ciudad de Portland, Oregon como el principal equipo filial del Portland Timbers de la MLS y uniéndose a la antiguamente conocida USL Premier Development League para la temporada 2009.
Su primer partido fue ante el Victoria Highlanders el 9 de mayo, partido que terminó 2-2 y en donde Jarad Van Schaik anotó el primer gol en la historia de la franquicia. Lograron clasificar a los playoffs en su año de debut, en la que no avanzaron de las semifinales divisionales perdiendo 2-3 ante el Seattle Wolves.
El año 2010 fue aún mejor, terminaron de manera perfecta la fase regular, ganando sus 16 partidos. En los playoffs eliminaron al Hollywood United Hitmen y al Kitsap Pumas; en semifinales vencieron al Reading United 2-1 y al Thunder Bay Chill en la final 4-1 para ganar el título nacional por primera vez en su historia.

## Palmarés
- USL Premier Development League: 1

2010
- USL PDL Temporada Regular: 1

2010
- USL PDL Western Conference: 1

2010
- USL PDL Northwest Division: 1

2010

## Stadiums
- Providence Park; Portland, Oregon (2009–)
- Tualatin Hills Park; Beaverton, Oregon 1 juego (2009)
- Kiggins Bowl; Vancouver, Washington 3 juegos (2009–2011)
- Lincoln Park Stadium en la Pacific University; Forest Grove, Oregon 2 juegos (2009)
- Tigard High School Stadium; Tigard, Oregon 2 juegos (2009–2010)
- Hare Field; Hillsboro, Oregon 2 juegos (2010–2011)
- Gresham High School; Gresham, Oregon 1 juego (2010)
- Clackamas High School Field; Clackamas, Oregon 1 juego (2011)
- Sherwood High School; Sherwood, Oregon 1 juego (2011)
- Doc Harris Stadium de la Camas High School; Camas, Washington 1 juego (2011)

## Entrenadores
- Jim Rilatt (2009–)

## Jugadores

### Jugadores destacados
| - Travis Bowen - Freddie Braun - Graham Dugoni - Logan Emory - Sterling Flunder - Jake Gleeson - Miguel Guante - Erik Hurtado - Mutanda Kwesele - Daniel Leach | - Jason McLaughlin - Andrew Ribeiro - Brent Richards - Thomas Ryan - Ross Smith - Warren Ukah - Jarad Van Schaik - Cameron Vickers - Collen Warner - Emery Welshman |